# Xanthorhoe obarata
Xanthorhoe obarata là một loài bướm đêm trong họ Geometridae.